# Corona danesa
La corona danesa (en danès dansk krone o, simplement, krone; en plural, kroner) és la unitat monetària usada a Dinamarca i a la dependència danesa de Groenlàndia. A les illes Fèroe també es fan servir les monedes daneses, però en canvi només hi circulen bitllets de corones feroeses, amb motius propis de l'arxipèlag; malgrat tot, la corona feroesa no és, legalment parlant, una unitat monetària independent. La corona danesa es divideix en 100 øre (forma tant singular com plural). El codi ISO 4217 és DKK.

## Història
La corona es va introduir a Dinamarca com a moneda de curs legal el 1873 (en substitució del rigsdaler a raó de dues corones per rigsdaler), com a resultat de la Unió Monetària Escandinava, que va durar fins a la Primera Guerra Mundial. Els integrants inicials de la unió monetària foren els estats escandinaus de Suècia i Dinamarca, i Noruega s'hi va afegir dos anys després.

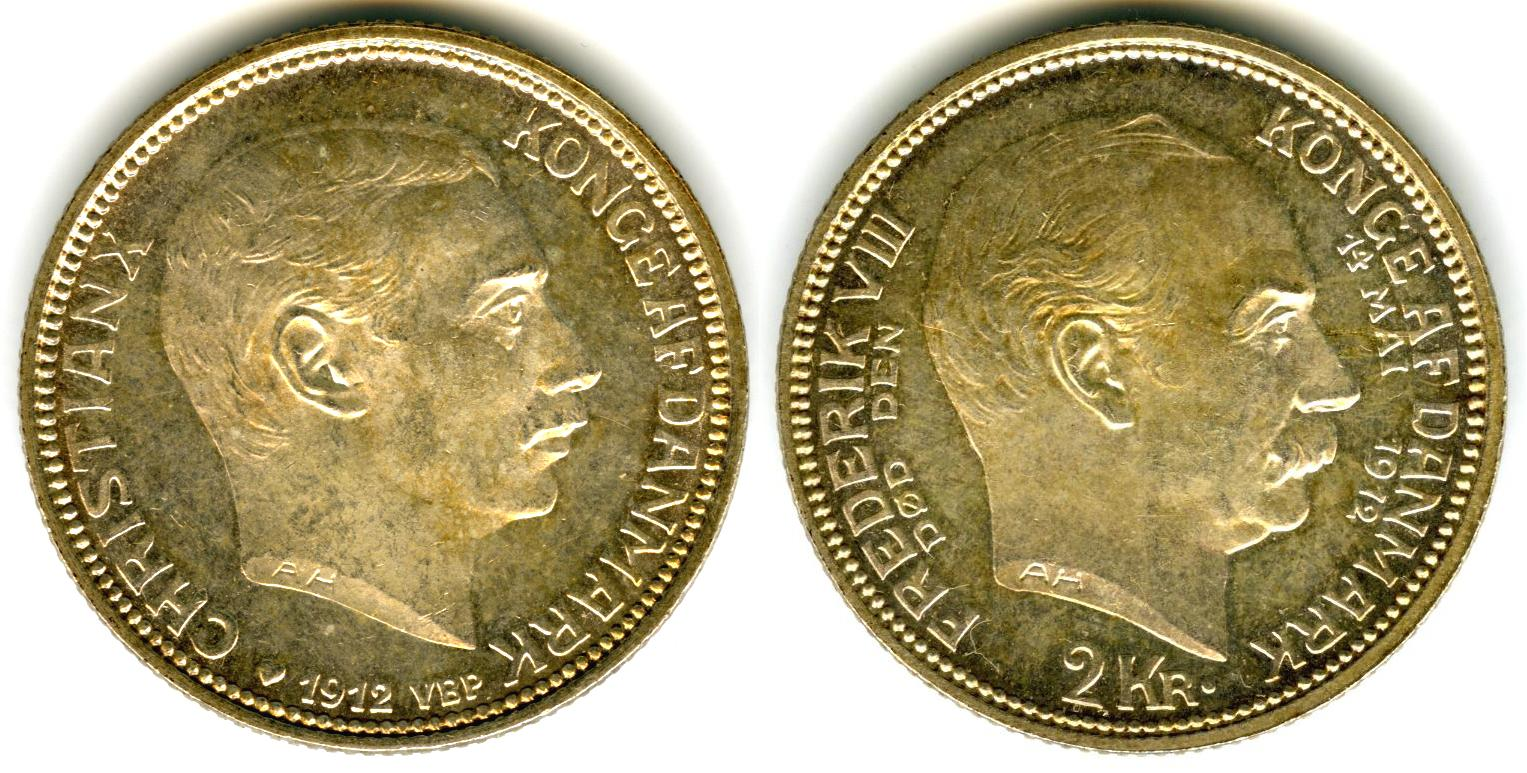
Moneda de 2 corones de 1912 amb les efígies de Cristià X i Frederic VIII que commemorava l'ascensió al tron del primer

La moneda comuna es va dir "corona" (krone a Dinamarca i Noruega i krona a Suècia). Arran de la dissolució de la unió monetària, tots tres estats van decidir de mantenir el nom de les respectives monedes individuals.
Dinamarca, en el tractat de Maastricht, va negociar l'opció de mantenir la corona mentre la majoria de la Unió Europea adoptava la moneda comuna, l'euro, el 1999. En un referèndum que va tenir lloc l'any 2000, la població danesa va reafirmar el manteniment de la corona. El govern liberal-conservador d'Anders Fogh Rasmussen havia plantejat de fer un altre referèndum sobre l'adopció de l'euro el 2004, però al final no es va dur a terme, ja que les enquestes indicaven una caiguda del suport a la moneda única. El govern, però, encara és partidari d'entrar en el sistema de l'euro.
El canvi de la corona va estrictament lligat a l'euro des de l'entrada en l'ERM II, el mecanisme de taxes de canvi de la Unió Europea. Abans de la introducció de l'euro, el canvi de la corona estava lligat amb el marc alemany, cosa que va fer que fos sempre una moneda molt estable.

## Monedes i bitllets
Emesa pel Banc Nacional de Dinamarca (Danmarks Nationalbank), en circulen monedes de 50 øre i d'1, 2, 5, 10 i 20 corones, i bitllets de 50, 100, 200, 500 i 1.000 corones. El 2008 es van retirar de la circulació les monedes de 25 øre.

## Taxes de canvi
- 1 EUR = 7,45 DKK (8 de juliol del 2018)
- 1 USD = 6,34 DKK (8 de juliol del 2018)